# WATNOU..!?
WATNOU..!? was een radioprogramma van de publieke omroep NMO dat zich richtte op moslimjongeren.
Het programma werd uitgezonden van 2003 t/m 2008 en was op vrijdagavond te beluisteren via Radio 5. Het programma werd gepresenteerd door Esther-Claire Sasabone. Eerdere presentatoren waren Rinse Valk en Raja Felgata. Het programma kreeg regelmatig bekende politici en critici als Ebru Umar en Hadassa Hirschfeld aan tafel om met moslimjongeren in discussie te gaan. Ook Theo van Gogh is een keer te gast geweest in het programma. Verder was er ook aandacht voor 'talentvolle' jonge moslims en er was ook live muziek.